# آمازون کیندل
آمازون کیندل (به انگلیسی: Amazon Kindle) یک سخت‌افزار الکترونیکی است که توسط آمازون.کام ساخته و منتشر شده و برای خواندن کتاب الکترونیکی و دیگر رسانه‌های دیجیتال به کار می‌رود. این وسیله در نسخه‌های کیندل، کیندل ۲، کیندل دی ایکس، کیندل کیبورد، کیندل تاچ، کیندل فایر، و… تولید می‌شود و اولین نسخهٔ آن در ۱۹ نوامبر ۲۰۰۷ منتشر شد.

## نام‌گذاری
در سال ۲۰۰۴، بنیانگذار و مدیر عامل شرکت Amazon.com، جف بیزوس، از کارکنان خود برای ساختن بهترین خواننده الکترونیکی (e-reader) در جهان استفاده کرد، قبل از اینکه رقبای آمازون بتوانند این کار را انجام دهند. آمازون در ابتدا از نام فیونا برای این خواننده الکترونیکی استفاده کرد.
نام کیندل توسط مشاوران برند، میشل کرونان و کارین هیمبا، پیشنهاد شد. Lab126 از آنها خواسته بود تا بر روی محصول نام بگذارند، بنابراین کرونان و هیمبا، کیندل را پیشنهاد دادند که به معنی آتش روشن کردن بود. آنها احساس کردند این یک استعاره مناسب برای خواندن و هیجان فکری است.
آمازون همچنین نرم‌افزار Kindle را برای استفاده در دستگاه‌ها و سیستم عامل‌های مختلف، از جمله مایکروسافت ویندوز، macOS، اندروید، iOS، سیستم عامل بلک بری و ویندوز فون معرفی کرده‌است. آمازون دارای یک خواننده ابری است که کاربران را قادر می‌سازد کتاب‌های الکترونیکی را با استفاده از مرورگر وب بخوانند.

## ویژگی‌ها
به روز رسانی‌های سیستم‌عامل به گونه ای طراحی شده‌اند که به صورت بی‌سیم دریافت می‌شوند و به صورت خودکار در طول یک دوره در حالت خواب که Wi-Fi روشن است، نصب می‌شود. یک کاربر می‌تواند برای دستیابی به سیستم‌عامل جدید، خود نرم‌افزار را برای دستگاه خود دانلود کند و با کپی‌کردن فایل به پوشه روت دستگاه، به صورت دستی آن را نصب کند. کیندل همچنین شامل ویژگی‌های آزمایشی مانند یک مرورگر وب اولیه است.
کاربران می‌توانند موسیقی با فرمت MP3 را در پس زمینه در کیندل‌هایی که از پخش MP3 پشتیبانی می‌کنند پخش کنند.